# Rhetus
Genre
Synonymes
- Diorhina Doubleday, 1847[1]
- Diorina Morisse, 1838[1]

Rhetus est un genre d'insectes lépidoptères de la famille des Riodinidae présents en Amérique du Sud.

## Dénomination
Le nom Rhetus leur a été donné par William Swainson en 1829.

## Liste des espèces
Selon BioLib (1 septembre 2020) :
- Rhetus arcius (Linnaeus, 1763) ; présent au Mexique, au Venezuela, en Bolivie, au Surinam et au Brésil.
- Rhetus dysonii (Saunders, 1850) ; présent au Venezuela, au Costa Rica, en Colombie, en Bolivie et au Pérou.
- Rhetus periander (Cramer, [1777]) ; présent au Mexique, au Costa Rica, au Honduras, en Colombie, au Surinam, en Argentine et au Brésil.